# 宋守志
宋守志（1510年—？），字貞甫，號節菴，河南開封府延津縣人，明朝政治人物。賜進士出身。

## 生平
嘉靖十六年（1537年）丁酉科河南鄉試第十四名舉人。嘉靖二十六年（1547年）中式丁未科會試第一百四名，登第二甲第六十名進士。工部觀政，授户部主事，升郎中，出为東昌知府。嘉靖三十八年（1559年）任浙江溫州府知府。擢浙江副使，嘉靖四十四年（1565年）以陝西副使分巡河西。

## 家族
曾祖宋彪，典史；祖父宋珦，貢士；父宋滋，母張氏，節婦，赠安人。永感下。